# Aleksandr Petrenko
Aleksandr Anatol'evič Petrenko (in russo Александр Анатольевич Петренко?; Alma-Ata, 4 febbraio 1976 – Samara, 21 luglio 2006) è stato un cestista russo.

## Carriera
Con la Russia ha disputato i Campionati europei del 1999.